# Glikozilacija
Glikozilacija je enzimski proces koji dodaje glikane na proteine, lipide, ili druge organske molekule. Ovaj enzimski proces proizvodi jedan od fundamentalnih biopolimera nađenih u ćelijama (pored DNK, RNK, i proteina). Glikosilacija oblik kotranslacione i posttranslacione modifikacije. Glikani imaju brojne strukturne i funkcionalne uloge u membrani i izlučenim proteinima.
Većina proteina sintetizovanih u ER se podvgava glikozilaciji. To je enzimski-usmeren mesto-specifičan proces, za razliku od ne-enzimske hemijske reakcije glikacije. Glikozilacija se takođe odvija u citoplazmi i jedru kao O-GlcNAc modifikacija. Pet klasa glikana se formiraju:
- -vezani glikani dodati na azot bočnih lanaca asparagina ili arginina;
- -vezani glikani dodati na hidroksilni kiseonik bočnih lanaca serina, treonina, tirozina, hidroksi-lizina, ili hidroksi-prolina, ili na kiseonike na lipidima kao što je keramid;
- fosfo-glikani vezani putem fosfata na fosfo-serinu;
- -vezani glikani, retka forma glikozilacije gde je šećer dodat na ugljenik bočnog lanca triptofana;
- dodavanje GPI ankera koji povezuje proteine sa lipidima glikanskom vezom.

## Spoljašnje veze
- Onlajn udžbenik glikobiologije
- Dopunski materijal knjige "Šećerni kod"